# Seven Kingdoms
Seven Kingdoms är en serie datorspel (strategispel) från 1997, utvecklad av Interactive Magic. 

## Spelets uppbyggnad
I spelet får man välja att styra ett kungadöme vars mål oftast är att utrota andra kungadömen. I Seven Kingdoms har varje människa en egen identitet. Varje människa är av en av sju nationaliteter (därav namnet). Kungens nationalitet gör människor av samma nationalitet mer lojala till det kungadömet. Städerna blir lojalare mot kungadömet, och risken för uppror minskar, om invånarna där är av en och samma nationalitet snarare än om de är av olika nationaliteter. Allianser, krig, spionage och handel förekommer mellan kungadömena. 
Förutom människor finns även i Seven Kingdoms diverse monster som alltid är emot människorna och deras kungadömen. Om människorna attackerar dessa monsters boplatser kan de komma över skatter i form av pengasummor, men framförallt så kallade "scrolls of power" ("maktens skriftrullar").  

### Nationaliteter
De sju nationaliteterna som förekommer i Seven Kingdoms är:
- Vikingar
- Normander
- Greker
- Perser
- Kineser
- Japaner
- Mayaindianer

Interactive Magic släppte senare en gratis patch som gjorde spel i snölandskap möjligt samt lade till tre nya nationaliteter. Dessa nationaliteter är:
- Zuluer
- Egyptier
- Moguler